# Градски стадион Градишка
Градски стадион Градишка, званично Стадион Велимир Сомболац је мултифункционални стадион који се налази у Градишци у Републици Српској.

## Опште информације
Стадион има капацитет од 5.000 места за седење, а углавном користи за утакмице ФК Козара Градишка који се такмичи у Првој лиги Републике Српске.
Поред спортских, на стадиону су одржаване и музичке манифестације. Године 1983. певачица Лепа Брена одржала је концерт којем је присуствовало 20.000 гледалаца, а снимак концерта појавио се у југословенском и српском филму Нема проблема из 1984. године. У склопу своје турнеје под називом Позив, певачица Светлана Ражнатовић Цеца оджала је 12. јула концерт на овом стадиону пред 15.000 посетилаца.
У првој половини 2021. године на предлог ФК Козара Градишка, Скупштина града Градишка донела је одлуку да се градски стадион назове по Велимиру Сомболцу, југословенском и српском фудбалеру.